# Standardregelungen Einheitlicher Datenaustauschsysteme
Die Abkürzung SEDAS steht für Standardregelungen für ein einheitliches Datenaustauschsystem.
Dieser 1977 erschienene Standard gilt für den elektronischen Datenaustausch. Sie bezieht sich auf den Rechnungsdaten-, später auch Bestelldatenaustausch zwischen Handel und Industrie der Konsumgüterwirtschaft.
Entwickelt wurde SEDAS von der Centrale für Coorganisation (CCG), die sich heute GS1 Germany nennt.
Auf dieser Basis und dem damals bereits bestehenden EAN-Code wurde 1984 der SEDAS-Datenservice von der Firma GEIS für die CCG entwickelt und in Betrieb genommen.
Allgemein gilt als Nachfolger von SEDAS der Standard EANCOM (einem Subset von EDIFACT), welcher ebenfalls von GS1 Germany betreut wird.